# Kocsord alsó vasútállomás
Kocsord alsó vasútállomás egy Szabolcs-Szatmár-Bereg vármegyei vasútállomás Kocsord településen, a helyi önkormányzat üzemeltetésében. A település keleti részének északi szélén helyezkedik el, közúti elérését (a 49-es főút felől) csak önkormányzati utak biztosítják.

## Vasútvonalak
Az állomást az alábbi vasútvonalak érintik:
- Kocsord–Csenger-vasútvonal
- Nyíregyháza–Mátészalka–Zajta-vasútvonal

## Kapcsolódó állomások
A vasútállomáshoz az alábbi állomások vannak a legközelebb:
- Kocsord megállóhely (Nyíregyháza–Mátészalka–Zajta-vasútvonal)
- Győrtelek megállóhely (Kocsord–Csenger-vasútvonal)
- Tunyogmatolcs megállóhely (Nyíregyháza–Mátészalka–Zajta-vasútvonal)

## Forgalom
| Járat                   | Útvonal | Gyakoriság               |
| ----------------------- | --- | ------------------------ |
| személyvonat            | Debrecen – Debrecen-Csapókert – Apafa – Dombostanya – Hajdúsámson – Tamásipuszta – Aradványpuszta – Nyíradony – Nyírmihálydi – Nyírgelse – Nyírbogát – Nyírbátor – Nyírcsászári – Hodász – Nyírmeggyes – Mátészalka (– Kocsord – Kocsord alsó – Tunyogmatolcs – Tunyogmatolcs alsó – Fehérgyarmat)                      | 2 óránként               |
| személyvonat            | Csenger – Porcsalma-Tyukod – Ököritófülpös – Győrtelek alsó – Győrtelek – Kocsord alsó – Kocsord – Mátészalka | Napi 2 pár               |
| Hétmérföldes sebesvonat | Zajta → Rozsály → Gacsály → Jánkmajtis → Kisszekeres → Nagyszekeres → Penyige → Fehérgyarmat → Tunyogmatolcs alsó → Tunyogmatolcs → Kocsord alsó → Kocsord → Mátészalka → Nyírbátor → Nyírbogát → Nyírgelse → Nyírmihálydi → Nyíradony → Hajdúsámson → Debrecen → Ferihegy → Kőbánya-Kispest → Zugló → Budapest-Nyugati | Vasárnap 1 Budapest felé |
| Kraszna InterCity       | (közvetlen kocsi: Budapest-Nyugati) Debrecen – Nyíradony – Nyírbátor – Mátészalka – Kocsord – Kocsord alsó – Tunyogmatolcs – Tunyogmatolcs alsó – Fehérgyarmat | Napi 1 pár               |